# The Soft Boys
The Soft Boys (traducible como los debiluchos) fue una influyente banda de Rock psicodélico y post-punk procedente de Cambridge, Inglaterra. Se suele asociar la banda con los orígenes del movimiento punk. Se formó en 1976 bajo el nombre de Dennis and the Experts y estaba formada por Robyn Hitchcock, cantante y principal compositor que más adelante realizaría su carrera en solitario y Kimberley Rew, guitarrista que más tarde también formaría parte de Katrina and the Waves. Además fueron miembros originales Rob Lamb como guitarrista, Andy Metcalfe como bajo y Morris Windsor en la batería. Lamb fue remplazado por Alan Davies tras cuatro conciertos en 1976. La banda se disolvió en 1981 tras publicar Underwater Moonlight y se volvió a reunir brevemente para una gira por el Reino Unido en 1994 y de nuevo en 2001 para el 20 aniversario de Underwater Moonlight y la puesta a la venta de un nuevo álbum, Nextdoorland. Se disolvieron de nuevo en 2003.

## Discografía

### Álbumes y LP
- A Can of Bees (1979)
- Underwater Moonlight (1980)
- Invisible Hits (1983)
- Live at the Portland Arms (casete, 1983; LP, 1988)
- Where Are The Prawns (casete, 1994)
- Nextdoorland (2002)
- Side Three (CD EP) (2002)

### 45 RPM Singles & 7" EP
- Give It To The Soft Boys 7" EP: "Wading Through A Ventilator" b/w "The Face Of Death" and "Hear My Brane" (1977)
- "(I Want to Be an) Anglepoise Lamp" b/w "Fatman's Son" (1978)
- Near the Soft Boys 7" EP: "Kingdom of Love" b/w "Vegetable Man" & "Strange" (1980)
- "I Wanna Destroy You" b/w "Old Pervert" (1980)
- "Only the Stones Remain" b/w "The Asking Tree" (1981)
- "Love Poisoning" (1982)
- "He's a Reptile" b/w "Song No. 4" (1983)
- "The Face of Death" b/w "The Yodelling Hoover" (1989)